# 二二六事件
35°39′51″N 139°41′49″E / 35.66417°N 139.69694°E
二二六事件（日语：／ niniroku jiken），又名「帝都不祥事件」或「不祥事件」，是指1936年2月26日發生於日本東京的一次失敗政變，日本陸軍的部分「皇道派」青年軍官率領數名士兵對政府及軍方高級成員中的「統制派」意識形態對手與反對者進行刺殺，最終政變遭到撲滅，直接參與者多判死刑，間接相關人物亦非死即謫，皇道派因此在軍中影響力削減，而同時增加了日軍主流派領導人對日本政府的政治影響力。二二六事件也是日本近代史上最大的一次叛亂行動，也是1930年代日本法西斯主義發展的重要事件。
1936年2月26日，數位青年軍官率領士兵分別前往東京各地展開刺殺，並取得相當成果（其中有兩名前首相遇害身亡），還一度佔領了東京市中心。然而起事部隊並未成功殺害時任首相岡田啟介和佔領皇居，他們亦遭到幕後高級將領的拋棄，加上昭和天皇對其政變行動感到憤怒等因素，進而導致起事部隊無法實現政權的替換，最終於2月29日繳械投降。
有別於先前數次類似的青年軍官刺殺政府要員的從輕發落判例，二二六事件中的主謀起事者多受處重刑。在歷經一系列的非公開審判後，共有19名起事部隊領導人物處以死刑，另有40人得到監禁判決。日本陸軍中的「皇道派」勢力就此衰落，日本國內曾一度流行以刺殺方式達到政治訴求的活動也就此終止，軍方對於政府決策的影響力也大增。

## 背景

### 帝國陸軍內的派系之爭
日本除了帝國海軍與帝國陸軍不合之外，陸軍高層也有著歷史相當悠久的派系鬥爭，最早為源自於明治時期的出身藩閥之別，而到了1930年代，陸軍內形成了兩大派系——以荒木貞夫與真崎甚三郎將軍為中心的「皇道派」以及由永田鐵山將軍領導的「統制派」。
「皇道派」強調日本文化的重要性，主張精神面超越物質面，並認為對蘇聯共產勢力展開進攻極具必要性，是「征俄派」；而「統制派」則受到德國總參謀部思想的強烈影響，看重由中央來計畫經濟與軍事的作法（即總體戰理論）、技術面的現代化與機械化，並主張朝中國擴張，是「征華派」。皇道派於荒木在1931至1934年間擔任陸軍大臣期間掌握了大部分重要職缺，然而在該人下野後，其成員位置又多由統制派軍人所替補。
日本陸軍軍官就其受到的教育可分成兩種團體，一為畢業於陸軍大學校者，二為畢業於陸軍士官學校者，前者由日本陸軍的精英份子所構成，後者受限於傳統，其晉升為高級軍官的仕途向來均遭遏止，從而形成了一股年輕、高度政治化的集團，有「少壯派軍官」（日语：青年将校）之稱。
這群少壯派軍官認為國家面臨的問題在於日本偏離了「國體」（指以天皇為中心所構成的國家秩序），「特權階級」剝削人民，導致農村普遍貧困、天皇受到欺瞞，權力由這些人篡奪、致使日本走向衰落，少壯派軍官認為其解決之道即以70年前的「明治維新」為藍本，來一場「昭和維新」，起義和消滅天皇身邊的「邪惡臣子」，將權力交還給天皇。天皇也會肅清西方思想與迫害人民者、恢復日本的國家繁榮。這些思想受到了強烈的民族主義之影響，原法西斯主义者北一輝的政治哲學（如日本改造法案大綱）也發揮了相當大的煽動作用。
這些集團大小有別、組織鬆散，但大約有100名正規成員，且多駐於東京。少壯派軍官的非正式領袖為前陸軍少尉、北一輝政治思想弟子的西田稅，該人於1920年代成為了民間民族主義者社團的重要成員，該人將陸軍稱作「國體原理派」（日语：国体原理派）。1931年，日本發生了當時某種程度上最主要的政治暴力運動——「三月事件」與「十月事件」，帝國陸軍與海軍走向分裂，並終結了他們原本與民間民族主義者的聯繫。
儘管規模相對較小，少壯派的活動仍頗具影響力，在日軍參謀本部和皇室中亦不乏同情者，如裕仁天皇之弟——秩父宮雍仁親王就與西田和其他國體原理派領袖交好，且儘管少壯派激進地反對資本主義，但同時也積極地從那些試圖自保的財閥領袖手中籌措非正規資金來活動。
國體原理派與皇道派之間的本質關係相當複雜，既可說是相同的，又可說是兩者構成一個更大的團體。現代著作的解釋將其歸為兩種截然不同的團體，並可視作一個互惠互利的政治聯盟，就相對關係來說，皇道派庇護著國體原理派，且給予了交換利益與情報的門路，可抑止過於激進的少壯軍官之行動。

### 政治暴力運動
二二六事件也可說是由少壯派軍官與其民族主義支持者所進行的一系列政治暴力運動的總爆發，尤其是1932年的「五一五事件」，海軍少壯派軍官刺殺了內閣總理大臣犬養毅。「五一五事件」為當時極具代表性的一個事件，很大程度上它促使更多少壯派軍官利用部隊來作為政變的工具，且此一事件同先前的三月和十月事件一樣，法庭對主謀者一律從寬量刑。
二二六事件最直接的徵兆為1934年時發生的「士官學校事件」，國體原理派重要成員的磯部淺一大尉和村中孝次大尉遭控企圖利用軍校謀反而被捕。村中與磯部承認有對此類政變進行過討論，但並未有任何將其付諸實施的計畫。軍事法庭對該事件展開調查，並未找到足夠的證據證明該政變確實存在，但村中與磯部兩人仍獲停職處分。兩人都相信此事件是由統制派主導對皇道派年輕軍官的一次攻擊，因而在停職期間製作了名為《關於肅軍之意見》（粛軍に関する意見書）的小冊子，並在軍中流傳著，還將統制派領袖的陸軍少將永田鐵山稱作「首席反派」，後來軍隊將村中與磯部兩人逐出。
就在這個時間點上，僅存最後一位身居要職的皇道派軍官——真崎甚三郎大將也被迫離開其職務，少壯派軍官對此事十分憤慨，在歷經荒木大將擔任陸軍大臣的失敗後，真崎成了皇道派的少壯軍官們僅存的希望，但該人又被迫去職，村中與磯部也發表了新的小冊子，刊載攻擊永田解職決定的文章。
1935年8月12日，爆發了「相澤事件」，國體原理派成員、真崎的好友陸軍中佐相澤三郎進入永田的辦公室持刀殺害了永田，以報復後者對皇道派和國體原理派成員的壓迫。相澤自1936年1月下旬開始的公開審判成了媒體關注的焦點，相澤本人以及國體原理派領導層也視其為發表政治訴求的機會，他們與法官相勾結，將審判轉化為一場對外輸送其意識形態的場合。相澤的支持者在媒體前讚揚相澤的「道德與愛國主義」，後者也因而塑造成一位只想透過民族原則來革新軍隊的普通軍人。

## 計畫與準備

### 決定行動
國體原理派人士長期以來一直支持以政治暴力手段來對抗政府，而之所以選在1936年2月展開行動主要是出於兩個原因：一為1935年12月時宣佈，陸軍第1師團將在隔年春季轉調到滿洲，而絕大多數的國體原理派軍官都隸屬於這個師團，這意味着若不及早發難，任何可能的行動都將會推延數年。另一個因素是相澤事件，該人的審判工作仍持續進行中，同時他的刺殺作為也讓許多軍官印象深刻，若選在這個時段展開行動，可操控輿論，将其導向對己方有利的位置。
政變行動起初在傳到北一輝和西田耳裡時兩人皆一致的反對，在這個時間點的近幾年間，兩人與這些叛亂軍官的關係較為疏遠，且前者反對付諸直接性的行動。不過，一旦局勢明朗化、軍官們不計代價採取行動的話，他們倆將會轉向支持。政變行動的另一道障礙是安藤輝三，此人曾向其上級發誓將不會讓部下涉及任何叛變行動。安藤是否加入行動對計畫有決定性的影響，他手下控制著政變部隊中最大編制的步兵第3連隊第6中隊，故村中和野中多次嘗試說服他，最後成功將安藤拉攏過來。
起事部隊決定選在2月26日發難是因為在這天成功安排了自己人站哨值班，可協助他們獲得彈藥和武器，且正好為真崎為相澤一案作證的2月25日隔天。

### 計畫與宣言
「起義」行動的時間，於2月18日至22日期間由西田、栗原安秀、安藤、河野壽、村中孝次和磯部舉行的一系列會議中決定，計畫相當簡單，軍官們將會刺殺大部分的「國體之敵」、控制首都的行政中心與皇居，接著提出他們的訴求（解除某些人的職務，並另組由真崎所領導的新內閣）。起事部隊並沒有長遠的政治目標，他們認為這些應交給天皇處理。據信，起事部隊還計畫若有必要，將會扶持裕仁天皇的弟弟雍仁親王即位，取代裕仁。
這群少壯軍官相信可透過一些非正規手段爭取一些高級將領的支持，包括陸軍大臣川島義之、荒木、真崎、山下奉文少將、石原莞爾大佐、本庄繁大將（預備役）以及他們的直屬上級長官——香椎浩平（東京警備司令官兼東部防衛司令）與堀丈夫（第1師團師長）。後來川島的陸軍大臣繼任者則言，若將所有支持過政變的軍官全都解職的話，留下來的高級將領根本不足以彌補（職務）空缺。
起事部隊也撰文來說明其意圖、表達對社會現狀之不滿，將此文題名作《蹶起趣意書》，並希望將這篇文章轉交到天皇手中。此文由村中孝次捉刀執筆（村中曾為日本陸軍大學校學生，主事軍官中最具教養者），但因為野中是主事人員中軍銜最高者，所以由他領銜。這篇文章完全符合國體原理派的思想，指責元老、政客、軍閥、財閥、官僚和政黨因為私慾而危害國體、藐視天皇、主張需付諸直接的行動，內容如下：

日本國體乃在於天皇之施治，自遠古以自萬億斯年，永矢弗替，以期日本國家天賦之美傳遍八紘一宇，使普天之下人類盡情享受其生活。日本此種基本使命，實為日本之光榮，故得自遠古以傳於今。目前時代，正為日本擴張實力，發揚國威之時。頃來，私心私慾不顧民生與繁榮之徒簇出，致使帝國主權大遭蹂躪，國民生靈塗炭，痛苦呻吟，目前日本國家遭遇如許困難問題，實皆由此而來。一般元老、重臣、軍閥、財閥、官僚、政黨均為破壞國體之元兇。倫敦海軍條約之簽訂，及近年來日軍士兵屢次發生之不幸事變，在此可作明證。佐郷屋捨身暗殺濱口，血盟團之產生，五一五事件之爆發，以及去夏相澤之刺死永田，均非事出無因。不幸此等事變，竟未能鎮醒負責之輩，最近日本與露、支、英、米關係之緊張，亦因若輩在此景況中不克採取適當對策所致，日本已屆危急存亡之秋矣。故我等之責任乃清君側奸臣，粉碎重臣集團。我等在出發滿洲前後，不得不藉直接行動，起而舉事，以達到我等目的，此係天皇陛下臣民之義務。祈皇神、皇宗，保佑我舉成功，拯救祖先國土。
 — 昭和十一年二月二十六日，陸軍步兵大尉野中四郎及全體同志上
共有七人被指為「威脅國體」而必須除去的目標：
| 名字       | 職務                               | 挑選原因                                                                         |
| ---------- | ---------------------------------- | -------------------------------------------------------------------------------- |
| 岡田啟介   | 內閣總理大臣                       | 預備役海軍大將，支持《倫敦海軍條約》，擁護「天皇機關說」。                       |
| 西園寺公望 | 元老、前內閣總理大臣               | 支持《倫敦海軍條約》，使天皇組成不適任的內閣。                                   |
| 牧野伸顯   | 前內大臣、前外務大臣               | 支持《倫敦海軍條約》，阻止海軍將領伏見宮博恭王向天皇抗議此事，與齋藤為政治盟友。 |
| 鈴木貫太郎 | 侍從長                             | 預備役海軍大將，支持《倫敦海軍條約》，「妨害天皇實行作為」。                     |
| 齋藤實     | 內大臣、前內閣總理大臣、前外務大臣 | 退役海軍大將，支持《倫敦海軍條約》，介入真崎的解職事件，與牧野為政治盟友。       |
| 高橋是清   | 大藏大臣、前內閣總理大臣           | 與政黨掛勾，企圖弱化軍隊、延續現有經濟體制。                                     |
| 渡邊錠太郎 | 取代真崎任陸軍教育總監             | 陸軍大將，支持「天皇機關說」，儘管不適任，依舊拒絕辭職。                         |

上述名單中的前四人在這場政變中倖存了下來，西園寺、齋藤、鈴木和牧野是有針對性的，因為他們是最有影響力的天皇顧問；岡田和高橋則曾是掌控軍方的溫和派政治家；渡邊則因為是統制派成員，且曾經參與除去真崎職務的行動而被盯上，列為刺殺之目標。
西園寺的名字後來從刺殺目標中移除，有種常見的說法是部份軍官認為留下西園寺可對天皇任用真崎為內閣總理大臣起到正面作用，然而根據磯部的證詞，之所以沒去行刺西園寺只是因為分配到此任務的軍官（豐橋軍校的一位教官）不願讓自己的學生執行這種行動才作罷。

### 起事部隊的組成

起事部隊使用的旗幟

起事部隊將自己稱作「義軍」，並採用明治時期的「尊皇倒幕」口號之變體——「尊皇討奸」為號召。自22日起，7名起事部隊主事者試著說服另外18名軍官加入行動，而士官們則是到了25日晚上、行刺前幾小時才獲知此計畫。儘管那些軍官們堅持所有的士官都是自發性地加入行動、所有給予的命令僅僅形式上而已，但有許多士官在事後都辯稱他們實際上根本沒有拒絕加入的餘地。村中認為起事部隊的士官兵有意識地認為自己代表了貧困的農民們起義，見習軍官松浦邁也聲稱下級官兵是「穿著軍裝聖服的農民」，但實際上，絕大多數的下級軍官們只是服從連長的出擊命令而已，也並未去組織農民或庶民的組織，對於代表「全體國民的聲音」的覺悟也是同樣淡薄。
士兵方面，有70％的人僅受訓不到一個月的時間而已，在政變行動發起前也根本沒獲知任何事情，叛變軍官表示，儘管如此，他們在行動展開後仍「發自內心、熱情地加入了行動」，而根據栗原安秀中尉的說法，動員下級士兵加入政變行動才可以「代表全體國民的發言」，「如果認為只有軍官才希望維新，這就將陷入軍部的獨裁……如果陛下的軍人上至元帥，下至一兵一卒，均能在陛下之下任其行動，則將成為肅清現在之腐敗階級之原動力。只由軍官來幹時，那正是「法西斯」。同下級軍官和士兵一起幹，就能代表全體國民的聲音。這就是不僅由軍官出身而且還要帶領下級軍官和士兵一起行動的理由」。對於將部隊用於政治目的、不惜干預天皇的統帥權之指責，村中曾表示就1931年9月18日（即九一八事件）的情形來說，儘管確實干預了天皇統帥大權，卻是對日本有益、扶植滿洲國之基礎，也得到「天皇陛下之嘉納」，故認為本次政變出於對天皇之精誠，同樣也會為後者所默許。
參加政變的部隊主要為第1師團的步兵第1聯隊的456人、步兵第3聯隊的937人以及來自近衛師團的64人。合計軍官、民間人士和來自其他單位者，共有1,558人作為起事部隊投入本次行動中，當時的官方統計則為1,483人，並未包涵中橋指揮前去準備佔領皇居的那75人，此數也排除了下方列表紀錄原計畫刺殺西園寺的兩名起事部隊。起事部隊詳細參與序列如下：
| 部隊                             | 軍官 | 准尉官 | 醫官 | 士官 | 服役超過一年的士兵 | 服役不滿一年的士兵 | 合計 | 行動、備註                         |
| -------------------------------- | ---- | ------ | ---- | ---- | ------------------ | ------------------ | ---- | ---------------------------------- |
| 第1師團                          |      |        |      |      |                    |                    |      |                                    |
| 步兵第1旅團司令部                | 1    | 0      | 0    | 0    | 0                  | 0                  | 1    | —                                  |
| 步兵第1聯隊第1中隊               | 1    | 0      | 0    | 0    | 0                  | 0                  | 1    | —                                  |
| 步兵第1聯隊第6中隊               | 1    | 0      | 0    | 0    | 0                  | 0                  | 1    | —                                  |
| 步兵第1聯隊第11中隊              | 1    | 0      | 1    | 11   | 36                 | 115                | 164  | 進攻陸軍大臣官邸、陸軍省和參謀本部 |
| 步兵第1聯隊機槍隊                | 2    | 0      | 2    | 27   | 8                  | 239                | 288  | 進攻總理官邸和朝日新聞社           |
| 步兵第1聯隊步兵砲隊              | 0    | 0      | 0    | 1    | 1                  | 0                  | 2    | —                                  |
| 步兵第3聯隊第1中隊               | 3    | 0      | 0    | 8    | 34                 | 109                | 154  | 進攻齋藤私宅、渡邊私宅             |
| 步兵第3聯隊第2中隊               | 0    | 0      | 0    | 6    | 12                 | 0                  | 18   | 進攻齋藤私宅、渡邊私宅             |
| 步兵第3聯隊第3中隊               | 1    | 0      | 0    | 10   | 31                 | 110                | 152  | 進攻警視廳                         |
| 步兵第3聯隊第6中隊               | 1    | 0      | 0    | 11   | 46                 | 101                | 159  | 進攻鈴木私宅                       |
| 步兵第3聯隊第7中隊               | 2    | 1      | 0    | 11   | 37                 | 105                | 156  | 進攻警視廳與貴族旅館               |
| 步兵第3聯隊第10中隊              | 1    | 0      | 0    | 9    | 38                 | 94                 | 142  | 進攻警視廳、內務大臣官邸           |
| 步兵第3聯隊機槍隊                | 0    | 0      | 0    | 9    | 32                 | 115                | 156  | 分屬各中隊                         |
| 野戰重砲兵第7聯隊第4中隊         | 1    | 0      | 0    | 1    | 11                 | 0                  | 13   | 汽車運輸班                         |
| 近衛師團                         |      |        |      |      |                    |                    |      |                                    |
| 近衛師團司令部                   | 0    | 0      | 0    | 1    | 0                  | 0                  | 1    | —                                  |
| 近衛步兵第3聯隊第7中隊           | 2    | 1      | 0    | 2    | 18                 | 39                 | 62   | 刺殺高橋、前去支援宮城             |
| 近衛鐵路第2中隊                  | 1    | 0      | 0    | 0    | 0                  | 0                  | 1    | —                                  |
| 其他                             |      |        |      |      |                    |                    |      |                                    |
| 野砲兵第7聯隊（砲工學校）        | 1    | 0      | 0    | 0    | 0                  | 0                  | 1    | —                                  |
| 飛行第12聯隊（所澤陸軍飛行學校） | 1    | 0      | 0    | 0    | 0                  | 0                  | 1    | 前去刺殺牧野                       |
| 豐橋陸軍教導學校                 | 2    | 0      | 0    | 0    | 0                  | 0                  | 2    | 前去刺殺西園寺（未成）             |
| 出動兵員合計                     | 21   | 2      | 3    | 89   | 333                | 1027               | 1475 | —                                  |

## 行動展開

1936年2月26日凌晨3點30分至6點30分的起事部隊攻擊流程圖

2月25日晚，東京下起了大雪，這使起事部隊成員想起了1860年的「櫻田門外之變」事件，當時同樣也是在大雪天裡，一群倒幕志士成功刺殺了幕府大老兼彥根藩藩主的井伊直弼，這也鼓舞了起事部隊的士氣。
起事部隊集結部隊兵分六支集團行動，在凌晨3點半至4點這段期間出營，並於5點幾乎同時襲擊了警視廳、陸軍省、岡田、鈴木、高橋和齋藤等人的私宅
。

### 行刺岡田、牧野和進攻陸軍省與朝日新聞
殺害岡田的任務由栗原安秀中尉指揮的步兵第1連隊280人負責。起事部隊包圍了總理大臣官邸，強迫守衛開門。在進入宅第後，起事部隊開始尋找總理岡田，後與四名警察交火，四名警察均由起事部隊擊斃，但後者也有六人受傷，且槍聲大作和警鈴響起也警告了岡田局勢的危險。岡田在近5點時驚醒，與其妹夫松尾傳藏（一名退役大佐）一同在屋中尋找逃難的出口，在局勢緊張之際，一名警察將松尾與岡田推進一間當作儲藏室之用的洗澡間躲起來，之後松尾出去查看局勢，卻被起事部隊所發現，後者誤認松尾為岡田本人，於院子開槍將其殺害。栗原於總理房間內找了一張岡田的照片與松尾的臉相比對，認為殺害的是岡田本人無誤，完成了任務。至於岡田本人則在松尾遇害後跑到走廊上一探究竟，差點讓起事部隊士兵發現，兩名下女隨後將其藏匿在自己房間的壁櫥裡，並用衣服將其掩蓋起來。
岡田的秘書、同時也是他女婿的迫水久常在事發後得到起事部隊的同意進入總理大臣官邸，無意間發現了壁櫥中的岡田，於是計畫將其送至他處避難。迫水與麴町憲兵分隊的憲兵曹長小坂慶助等人用計將岡田混進前來弔唁岡田的民眾中，後搭乘轎車逃脫，迫水再將松尾的屍體裝進運來裝運總理大臣的棺材中，在不啟棺的形式下弄出了官邸，而栗原則在誤認為岡田死亡的情況下佈署部隊守衛總理大臣官邸，之後他再與中橋率領60名士兵（來自近衛步兵第3連隊的士兵，見下節）於上午10點乘坐三輛卡車，從總理大臣官邸出發至以自由主義風格聞名的朝日新聞社總部。起事部隊衝進公司打砸破壞，命令職員離開，栗原還吆喝道：「國賊朝日新聞多年來標榜自由主義，擁護重臣集團，此次行動乃天誅。」接著他們破壞了印刷用的活字版（內有4,000個字元），以此暫時阻止了報紙的發行。攻擊後起事部隊散發《蹶起趣意書》到附近的報社，一行人再回到了總理大臣官邸。
清晨5點45分，河野壽大尉指揮的一支7人行刺隊（其中包括6名民間人士）抵達了牧野所在的神奈川縣湯河原温泉旅館，他們派駐兩人待在外面，然後持槍進入館內和駐守的警察交火，爆發了槍戰，河野胸部中了彈。一名警員前去通知牧野並把他領到後門逃走，起事部隊找不到牧野，於是對旅館放火。河野後來聽到了單發的槍聲，認為牧野在旅館內開槍自殺，有另一種說法是，起事部隊成員追擊牧野，牧野和他20歲的孫女往山坡逃走，在起事部隊持續對其射擊，牧野的孫女突然雙手張開和服袖子護著牧野，也許受對其英勇行徑所感動，追擊的起事部隊就向夥伴說了：「打中了」，就此離去。河野則因傷而由夥伴送到了就近的軍醫院治療，也就在當地被警員逮捕。
另一方面，香田清貞大尉在村中與磯部等人的陪同下領軍160人攻進了陸軍省，並進入陸軍大臣官邸要求會見陸軍大臣川島義之，清晨6點半，川島與起事部隊見面，後者大聲宣讀著其要陸軍接受的條件，並給川島一份同樣的文件，要求後者「迅速上奏陛下，仰祈聖斷」，要求川島應引領該事件步入「昭和維新」之途徑、阻止對「義軍」動武之行為、逮捕宇垣一成（朝鮮總督）、南次郎（關東軍司令）、小磯國昭（駐朝鮮日軍司令）和建川美次等「摧毀軍事指揮之元兇」、儘速將武藤章中佐、根本博大佐和片倉忠少佐從軍隊中開除以「促進軍中派系之純正」和任命荒木大將為新任關東軍司令。宇垣在以前擔任陸軍大臣時（1924至1927年和1929至1931年間）曾力主裁軍和進行現代化工作，還曾發動未成的「三月事件」政變以奪取內閣總理大臣之位。而南、武藤、根本和片倉都是統制派的重要成員，特別是片倉還要為「士官學校事件」負責，後來隔天一早磯部在陸軍省外頭和片倉碰面，開槍射擊後者頭部（但片倉最終仍存活了下來）。
在起事部隊進入陸軍省期間，後者內部有不少軍官對起事部隊表以同情或認可其行動，如荒木貞夫大將、山下奉文少將、齋藤瀏少將和陸軍次長古莊幹郎，齋藤讚揚青年軍官的精神，慫恿川島接受他們的要求。上午9點過後不久，川島表示要晉見天皇，動身前往皇居。

### 行刺高橋和佔領皇居未遂

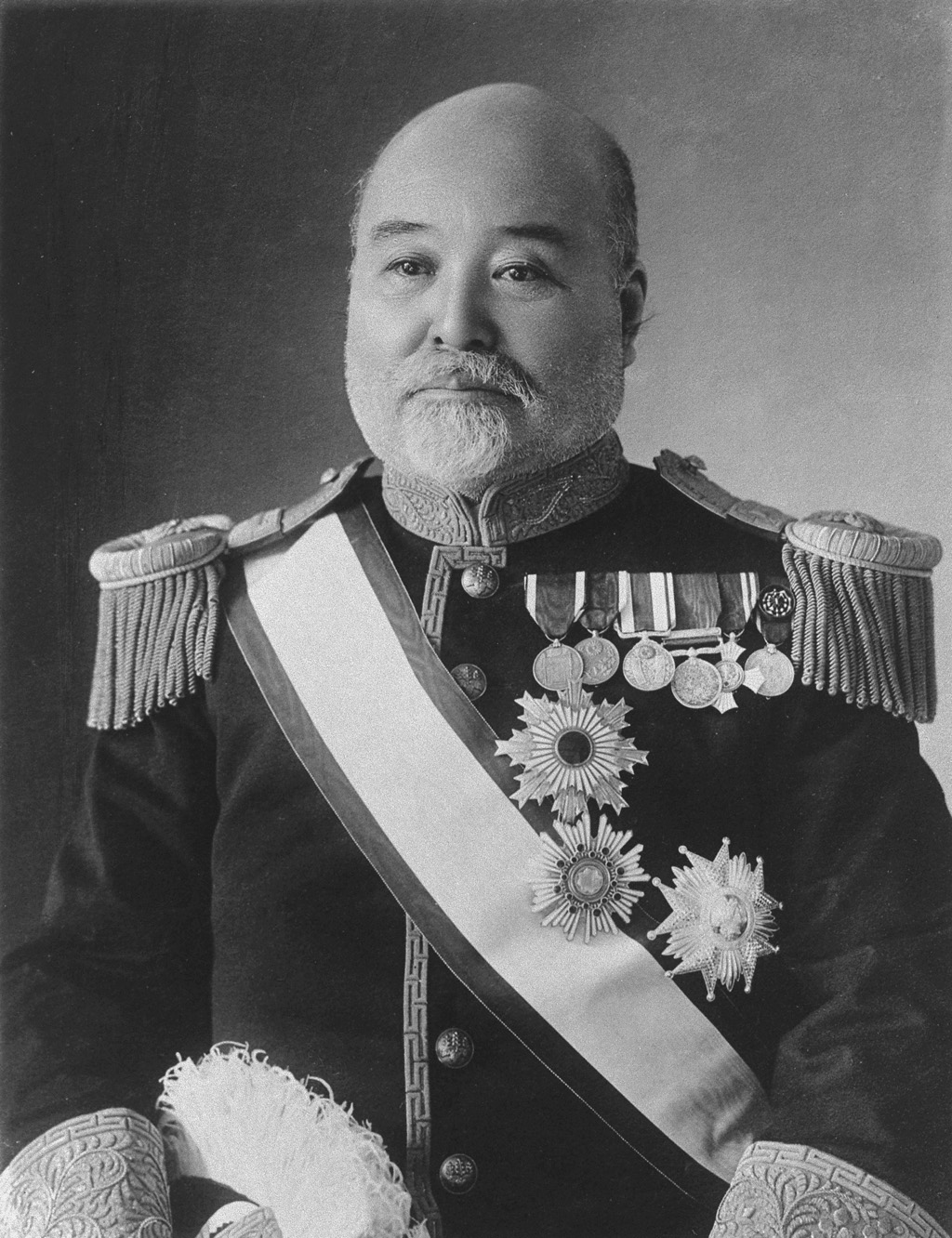
高橋是清

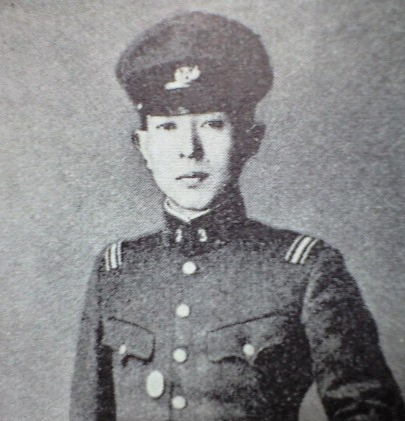
中橋基明中尉

近衛步兵第3連隊的中橋基明中尉率領120人前去刺殺高橋，中橋向上級謊稱是帶士兵們去參拜靖國神社（一說為明治神宮），一行人往高橋的寓所出發。起事部隊迅速制服了警衛人員，然後分成了戶外警戒組和入屋組，高橋本人正在臥室睡覺，中橋用手槍對高橋射擊，一次把所有的子彈全部打完，另一位起事部隊軍官則拔刀一刀砍去高橋的右臂，又往他的肚子猛刺，有一說是高橋在沒有醒來的情況下就這樣喪了命，另一說是高橋在起事部隊踢開棉被時還不忘罵對方「白痴」。高橋死亡後，中橋將參與過行刺的人馬派到首相官邸和其他起事部隊合流，然後他本人與其他人則往皇居移動。
中橋與手下75名當日排班的「赴援隊」士兵於早上6點從西側的半藏門進入皇居，他告訴皇居守衛長本間健太郎大尉自己是因為天亮前不久發生攻擊事件，而調來增援門口守備，本間也獲悉了起事部隊的攻擊，故對中橋的言論不感懷疑。中橋奉派至皇居的主正門——「坂下門」留守，他計畫掌控該門後再用手電筒通知警視廳附近的起事部隊展開行動，以後者「排除」所有障礙，再與天皇直接見面，侍從武官本庄繁大將以及其他人也都同情起事部隊。不過，中橋難以聯繫到他的政治盟友們，而到了早上8點，本間終於知道中橋正進行著政變行動，於是舉槍命令中橋離開皇居，後者也如是照作，改前往栗原所在的總理大臣官邸。中橋的部屬們則就這樣一直留在大門口到下午1點，後來歸隊回營，也因為這樣，後來官方未將這75名士兵正式計入起事部隊當中。

### 行刺齋藤、鈴木、渡邊和進攻警視廳
坂井直中尉領著120人前往齋藤實位在四谷的寓所，起事部隊包圍了駐守的警察，使其投降。包括坂井在內的五個人進入了宅邸，在二樓寢室找到了齋藤和他妻子春子。起事部隊向齋藤開火，後者當場死亡、倒在地上。春子衝到了齋藤身上護著他，要起事部隊殺了她，但前者只把她推開，繼續對齋藤開槍，春子也因流彈所傷。齋藤死亡後，兩名軍官帶上人馬前去行刺渡邊大將。其餘的人則往陸軍省東北處移動。
安藤輝三大尉帶著第3步兵連隊200人從皇居前往鈴木貫太郎位在麴町的侍從長官邸。起事部隊迅速將宅邸包圍以及制服守衛，然後直接進入建築內，在寢室中發現了鈴木，隨後起事部隊向他開了三槍，鈴木身中兩槍倒地，但仍有意識。安藤拔刀準備向鈴木砍去，但鈴木之妻上前表示自己願意代替鈴木被殺，安藤相信鈴木性命垂危、不久於人世，於是將刀放下、向鈴木妻子道歉，表示他們不厭恨鈴木本人，是為了國家，才不得不這麼做，並要部下們一同向鈴木敬禮，隨即離去。在認為完成行刺鈴木的任務後，安藤下令調集部隊前往陸軍省北部的三宅坡交叉口。不過鈴木並未就這樣死去，經過搶救後得以康復，最終於在二次大戰末期，日本即將敗亡時出任總理，發揮了重要作用。
早上7點，高橋太郎少尉與安田優少尉領兵20人乘兩輛卡車抵達到教育總監渡邊錠太郎大將所在的東京荻窪寓所，儘管此時各地起事部隊皆已行動，仍無任何消息通知到警告渡邊。當起事部隊闖進宅邸時立刻與駐守的憲兵交火，安田與另一名起事部隊士兵受了傷，但其他起事部隊們仍強行從後門通過，並在二樓的寢室門外遭遇到渡邊之妻。起事部隊將渡邊之妻一把拉開，發現渡邊用棉被把自己罩著，但隨後渡邊即掏出手槍開火，一名起事部隊士兵見狀，馬上使用手上的輕機槍對渡邊掃射，高橋再拔刀猛力刺進渡邊體內，渡邊躲在現場桌子旁的9歲大女兒和子目睹了父親死亡的全般過程。起事部隊們隨後登上卡車離去，送兩名傷兵去醫院診治，再前去佔領永田町。
野中四郎上尉手下控制著全部起事部隊近三分之一的部隊——450人的步兵第3連隊士兵（之所以動員這麼多的部隊來進攻警視廳是為了接著轉進皇居），以其攻擊位在皇居南部的警視廳，野中計畫奪取通信設備，防止警方出動「特別警備隊」。可能是出於警察不願抵抗陸軍之故，起事部隊幾乎沒遭遇到什麼阻礙就佔領了整棟警視廳大樓。佔領警視廳後，鈴木金次郎少尉率領一小隊的起事部隊前去行刺内務大臣後藤文夫，鈴木金次郎此舉，為其個人決定，非起事部隊原先計畫之內容，而剛好的是，後藤人外出不在家中，就這樣躲過了行刺。

## 政府的反應與鎮壓行動

### 天皇的態度
步兵第1連隊副官、同時也是起事部隊支持者山口一太郎大尉於清晨5點告知其岳父——侍從武官長本庄繁大將（皇道派）關於政變的消息，皇居因而得知發生了叛變事件。本庄隨即聯絡屬下和警察總長，並動身前往皇居。裕仁天皇本人則是在5點40分才得知政變的發生，6點，他與本庄會面，雖然並未得出具體手段，但裕仁要求本庄立即終結這場叛亂。隨著內大臣齋藤死亡、鈴木侍從長重傷，天皇身邊的高級顧問只剩下內大臣秘書官長木戶幸一、宮內大臣湯淺倉平等人，在得知鈴木遇刺後，他們隨即會面商討對策，決定採取強硬手段，他們建議天皇必須迅速鎮壓起事部隊，若內閣改組，起事部隊將會輕易取得全面勝利，絕不能接受此條件。在收到如此建議後，裕仁便決心採取強硬立場處理此事。
上午9點30分，川島謁見裕仁，宣讀了起事部隊的條件與請求，並建議天皇組織新內閣以「純淨國體、穩定民生、健全其國防」，但裕仁拒絕，還要川島鎮壓起事部隊。在首相岡田生死不明的情況下，其剩餘內閣成員試圖請辭，但裕仁表示，除非鎮壓了叛亂，否則他絕不同意內閣改組一事。

### 陸軍大臣告示

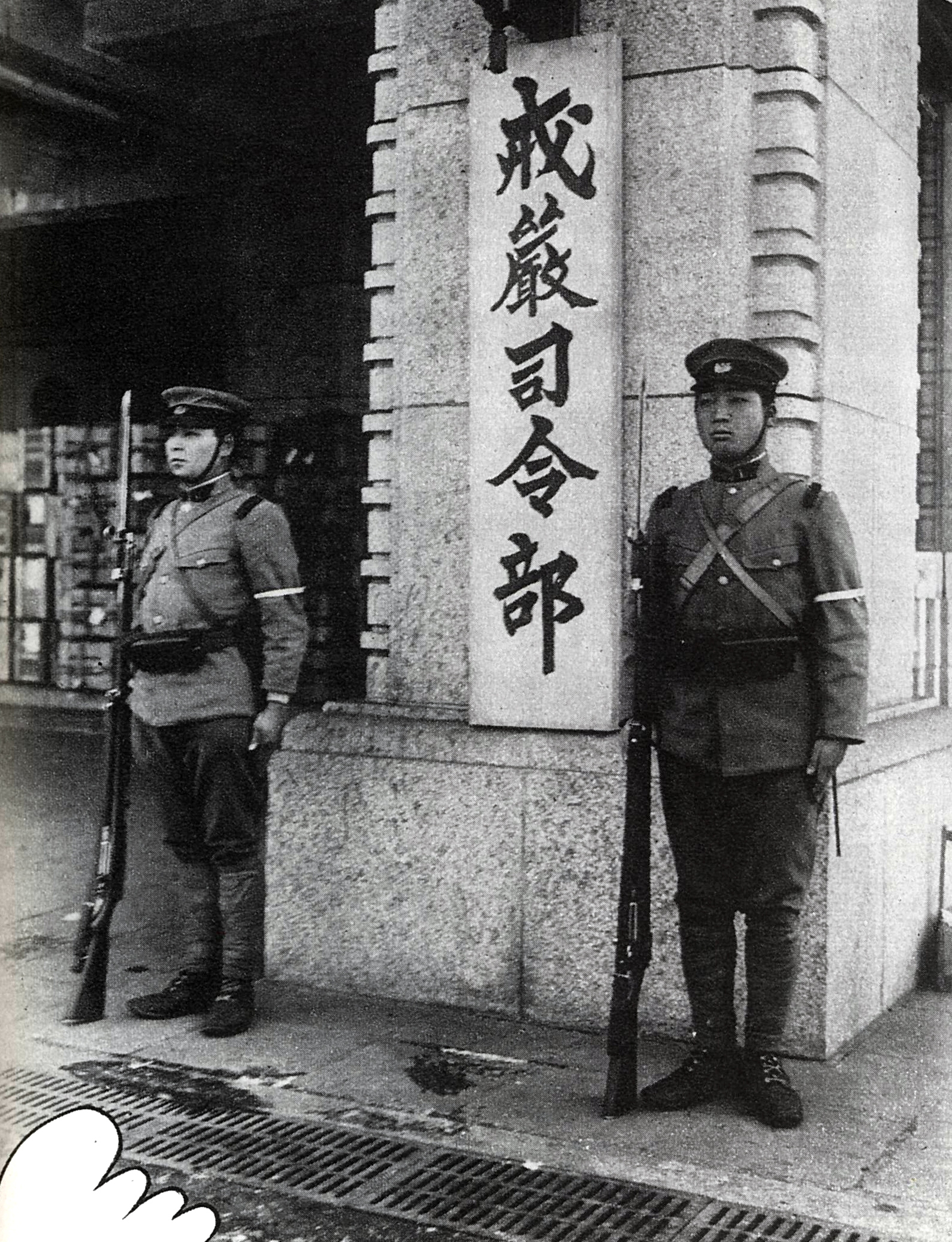
事件發生時的戒嚴司令部

當天下午，軍事參議院召開非正式會議，香椎、山下、川島和參謀次長杉山元皆出席。這個組織是陸軍重要機關，回覆天皇在軍事方面的諮詢，在承平時期僅有相當小的作用，但也因為如此，即使是沒有實權的高級將領也能成為其成員，故就算是1936年時已經下野無權的荒木和真崎等皇道派高級將領，也成了該機關的成員。本次會議的正當性有所爭議，通常狀況下應是由天皇所召開，但本次不然，統制派的杉山因而宣稱本次會議沒有任何權力，荒木則反駁叛亂一事，「陸軍的元老」在道德義務上必須介入與解決，會上也呈現皇道派成員佔主導地位的局面。
縱然天皇給川島的命令是「鎮壓起事部隊」，但荒木卻起草了一份給起事部隊的呼籲書，名為《陸軍大臣告示》。由於軍事參議院的非正式性，此一告示書由川島署名，日後該書成了一項爭議焦點，荒木與其他軍官辯稱此書用意為勸說起事部隊投降，而其他人則認為這是對起事部隊要求同意的回應。
告示書內容如下：
陸軍大臣告示
2月26日午後3時20分於東京警備司令部
1. 起事宗旨已經上達天聽。
2. 承認諸子之動機，乃基於真誠，謀求顯現國體之至情。
3. 目前顯現國體真姿之形式（包括弊端），我等恐懼不堪。
4. 各軍事參議官一致同意努力邁進上述目標。
5. 其餘一切有待天皇聖裁。

此告示一出，山下即將訊息通知佔領著陸軍省的起事部隊們，後者一方面是高興，一方面又是對天皇究竟是何種態度感到疑惑。有部份軍官後來作證時表示山下曾宣稱陛下已同意起事部隊的行動，但山下本人後來也否定了此一說法。另一個極具爭議的部份為告示文上的用詞，上文提到起事部隊的「動機」受到認可，而在下午3點30分後，香椎也發布了一份版本不同的告示文（可能出自川島的命令）給駐於東京的軍隊，此一版本寫的是認可起事部隊的「行動」，而非「動機」。由於皇道派將領從中修改，導致兩篇告示的內容並不相同，荒木與山下等人宣稱香椎發布的是較早未修改完成的草稿。
有兩項事件使起事部隊誤認為他們的「起義」已經獲得成果：一是就在陸軍大臣發布告示文前不久的下午3點，東京警備軍司令香椎下令第1師團的作戰區域以及起事部隊所有的佔領區進入「戰時警備」狀態。此令一出，在該區的起事部隊部隊就是形式上回歸於原隸屬堀丈夫中將（第1師團長）的指揮下，起事部隊便不再是「非法佔領」的立場，而是聽從中央命令的部隊。而當川島宣佈告示文後，起事部隊更加相信他們即將成功。由於先是進入「戰時警備」再發布告示回應起事部隊，此一順序後來成為川島等人辯解的依據，聲稱他們正企圖說服起事部隊。二是「戒嚴令」的發布，內閣成員起初極力反對此項措施，認為這將使國家陷入少壯軍官希望的軍事獨裁統治，但在川島堅持必須解決叛亂下，他們也別無選擇，只得同意之。27日凌晨1點20分，樞密院同意發布戒嚴，天皇也簽署了命令。香椎成了戒嚴司令官，他發出的第一道命令即是要起事部隊在麴町區（當時起事部隊佔領的地區）執行戒嚴任務。

### 統制派與海軍方面的行動

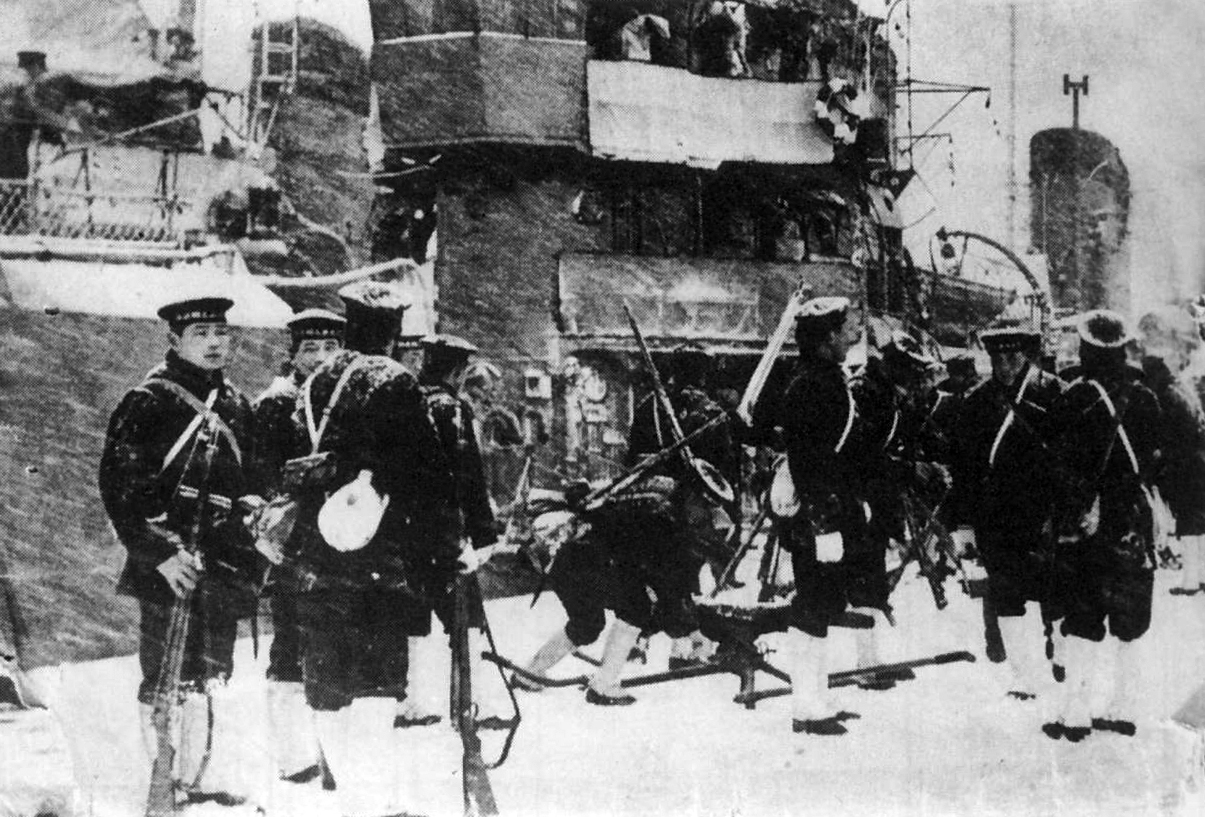
二二六事件發生後不久出動的日本海軍陸戰隊士兵

儘管局勢如上發展，起事部隊的形勢仍逐漸惡化，最主要的原因是上述提到的，天皇與其大臣對於這場叛亂採強硬態度，起事部隊還要對付軍方內部的敵人，特別是參謀本部和海軍。儘管不少陸軍成員對於那幾位政府要員遇刺一事感到滿意，卻無法接受起事部隊過於激進的「昭和維新」想法，也無法接受一個由皇道派組織的新內閣。其他的還有如石原者，對於起事部隊未經授權擅自使用軍隊一事感到憤慨。
參謀本部以下轄的參謀總長、參謀次長和教育總監三人為中心運作，由於教育總監渡邊遇刺身亡、參謀總長閑院宮載仁親王因病未能履行職務，身為參謀次長的杉山對事件處理有著完全的決策權。杉山本人是統制派成員，他打一開始就亟欲將起事部隊從其佔領的首都驅逐，也不願意接受新內閣，他提出聯合軍事參議院和天皇的統一戰線來對付起事部隊，最終導致後者的失敗。不過由於情勢尚不明朗，杉山起初也只召來東京以外的部隊增援。
海軍對起事部隊也抱持著類似的看法，前者所刺殺的岡田、齊藤和鈴木三人皆為前海軍大將，令其極為憤愾。2月26日，海軍的第1艦隊駛入東京灣；27日，共40艘軍艦已於東京灣內待命，海軍陸戰隊也出動保護軍港。

### 談判與僵局
時至26日晚，「起義」行動陷入了僵持。天皇與杉山的反對成了起事部隊謀求建立以真崎為中心的軍部內閣願望的最大障礙，儘管後者藉由行動取得了軍方與政府部份人士一定程度的認同，但他們也不能這樣無限期的一直佔領政府機關下去。起事部隊擁有的最大籌碼即是宣告自己的存在，但即便是他們的支持者也感到事件該落幕，「起義」必須結束。
因此，荒木、真崎以及其他軍事參議院成員出面，於26日晚與栗原和村中會面，他們再次向起事部隊表示恭喜，但也要求後者回到自己的單位上去，其餘的交給軍事參議院處置，然而起事部隊軍官們深信其成功、再次提倡實施「昭和維新」來建設一個「堅強的軍事內閣」的必要性，雙方沒達成什麼共識。深夜，石原與滿井佐吉中校（皇道派、起事部隊支持者）於帝國飯店談判，達成一個妥協方案出來：由海軍大將山本英輔任新任總理來組織一個新內閣，起事部隊也將回到各自的單位去，但這些條件為杉山（出於天皇不接受新內閣之故）和起事部隊軍官們所拒絕（他們只接受真崎組閣）。
事態至27日起事部隊要求真崎前來時終於有了進展，當日下午4點，真崎在阿部信行與西義一兩位軍事參議院成員的大將陪同下赴抵陸軍省。除了駐守城外的安藤、栗原以及住院治療中的河野外，所有起事部隊軍官都聚於該地，他們向真崎表示將會將一切交託給他。真崎對他們表示感謝，但解釋道，他在起事部隊們回去各部前他不會有任何行動，同時也表示起事部隊若違反天皇的意願行動，他將不惜與起事部隊們交戰。起事部隊則表示，倘若他們收到正式的撤回命令也當然會服從之。經過本次會面，真崎與起事部隊兩方都鬆了口氣，真崎相信起事部隊將在不流血衝突的情況下離開佔領區，而起事部隊方則認為真崎的內閣在他們撤退後不久將會正式成立。不久，香椎下令起事部隊（此時名義上為戒嚴部隊）繼續駐於陸軍省的大廈中，同時也回報給天皇：局勢將在一早獲得解決。

### 平定叛亂

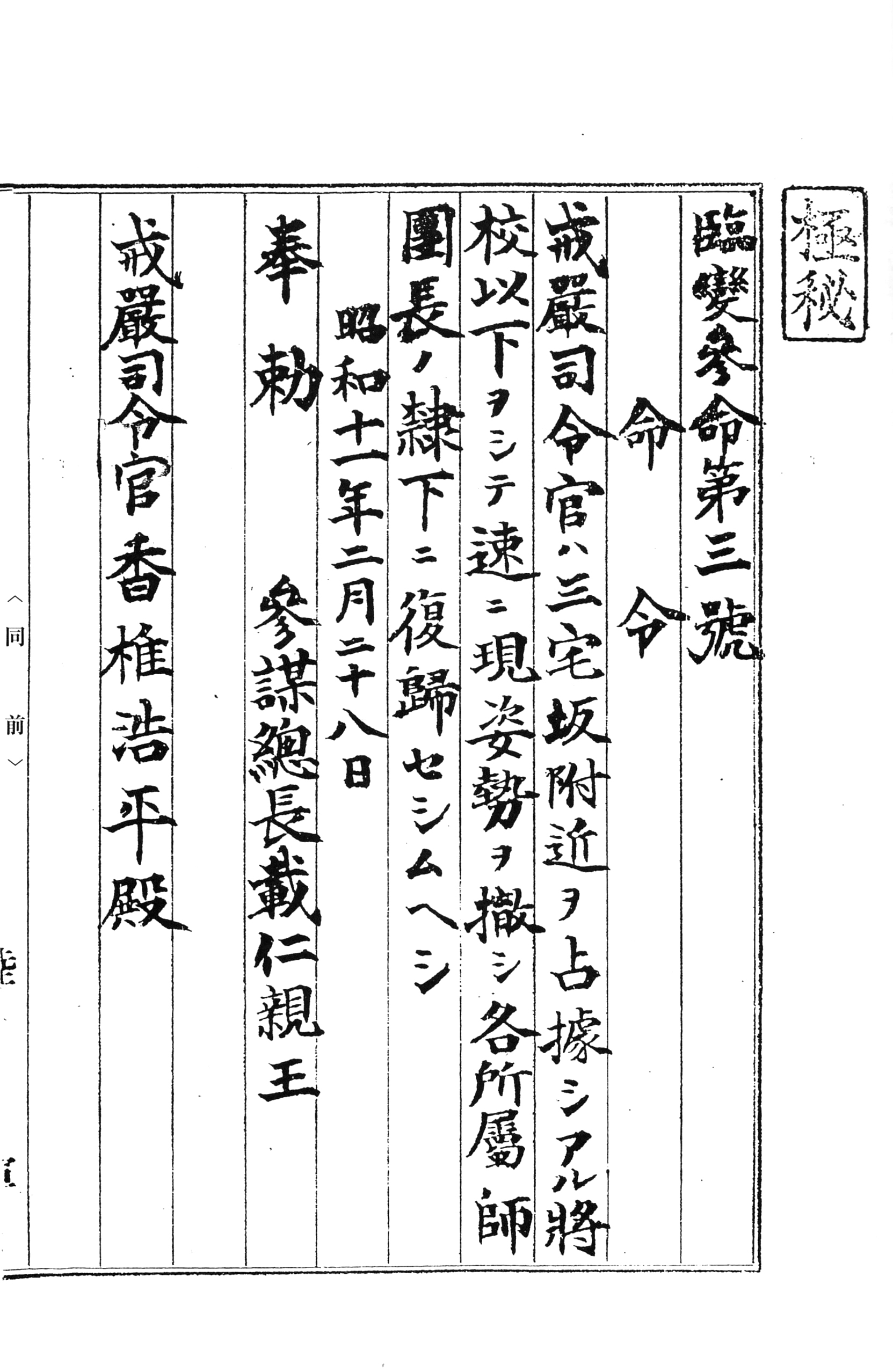
大本營参谋总长闲院宫载仁亲王下給香椎浩平的命令，要求後者令起事部隊回到各自的單位去

然而香椎、真崎與起事部隊軍官們有所不知，杉山早於早上8點20分晉見天皇，請求批准以武力解決起事部隊，天皇很快便許可了，並授權其可自主行事。不久，大本營命令就傳到了香椎那裡，要他迅速將佔領著三宅坂的叛變軍官和人群驅離。
早在26日當天，天皇即已下令鎮壓起事部隊，然而時至27日，軍方仍舊對採取強硬措施猶豫不決，天皇因此極不耐煩，他身邊的侍從武官長本庄同情起事部隊，故上奏天皇：「彼等行動部隊軍官之行為，雖係任意驅使陛下之軍隊，嚴重干犯了統帥權，這當然不能容許，但其精神則是想到了君國，故未必需要責備。」然而天皇卻怒斥本庄：「似此殺戮朕之股肱老臣之兇暴軍官等，其精神又有何可寬恕者耶？將朕最為信賴的老臣悉數殺死，與以軟刀子對付朕有何異。」甚至表示要親率近衛師團將其鎮壓。據本庄的回憶，26日當天，天皇幾乎是每十分鐘召見他本人一次，並詢問是否平定叛亂，到了27日甚至一天要晉見13次之多。
參謀本部與戒嚴司令部於28日早上5點決定發布大本營命令，從此刻起，所有正式文件上皆統一將「起義」之名由「叛亂」所取代。早上8點，名義上為起事部隊指揮者的小藤惠大佐收到了大本營的命令，要起事部隊回到各自的單位去，然而村中與野中已先聽到了中橋的命令，故認為小藤此時的命令應為錯誤，兩人便要去確認下。當他們遇到小藤後，後者也只告訴他們回到第1師團的師部去，回去後，他們又遇見了堀將軍，後者欺騙村中與野中，大本營根本沒發出歸營命令，故兩人鬆了口氣、又有點感到懷疑地離開了。
清晨，川島、香椎和杉山等幾位陸軍首腦舉行會議（荒木與真崎曾試圖參加，但獲知兩人不具實權而拒絕）。川島和香椎嘗試避免暴力衝突的發生，但10點過後，起事部隊仍沒有要離開的意思，故他們批准動武。然而，崛與小藤於10點40分前來見香椎，他們三人一致同意大本營的鎮壓命令發出的太早，先按兵不動，另一種說法是政府軍仍需時間準備，無論如何，政府軍的鎮壓行動真的推遲了。
山下於中午12點前去陸軍省，他告訴起事部隊軍官執行大本營的驅逐命令也只是時間問題，他們應當「負起責任」。12點半，堀與起事部隊會面，證實了山下所言屬實。不久後，栗原代表起事部隊發言，要求送去一篇書信到大本營去，他表示起事部隊軍官們將會自殺，而士官們將會帶領部隊回到各自的營房去。同情起事部隊的山下與川島因而前去皇居和本庄會面，提出此一「謝罪」方式轉奏給天皇，但後者相當不滿，他表示：「若要自殺，儘管恣意而為，無須如此派出使節」。
並未所有起事部隊成員都準備要自殺，安藤對此想法特別憤愾，罵道：「那些將軍們把我們當作踏腳墊外，還要我們自殺！」安藤拒絕自殺以及天皇的鎮壓態度從根本上影響了起事部隊內部。時至下午1點半，他們決定戰鬥，小藤於下午2點做出最後一次命令起事部隊回營的嘗試，但同樣遭到拒絕，他也因此知道起事部隊決心反抗的意圖。下午4點，戒嚴司令部宣佈動武，晚上6點，起事部隊不再隸屬於小藤的指揮下。晚上11點，大本營發出命令，要政府軍為29日早上5點發動總攻擊作準備。

### 落幕

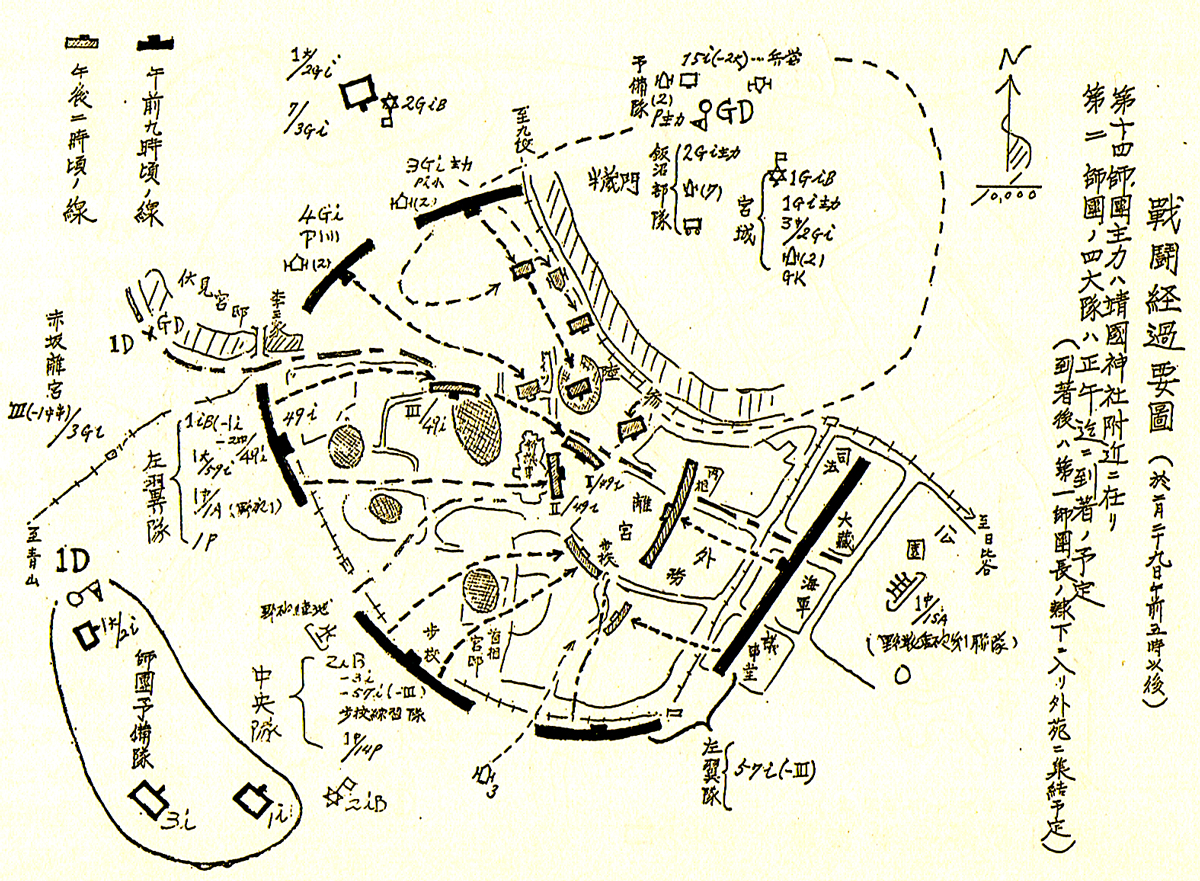
政府軍包圍起事部隊的形勢圖

時至29日早上，不到1,500人的起事部隊已受到超過20,000名士兵和22輛坦克的政府軍部隊包圍，預計將於9點發動總攻擊，清晨5點30分，所有包圍地區的居民都已撤離完畢。
從早上8點開始，日本陸軍就一直在對起事部隊作心戰勸降，三架飛機從空中灑下大量名為《告下士官兵》的傳單，寫著：
告下士官兵
1. 速歸原部隊，為時未晚。
2. 抵抗者為逆賊，將予射殺。
3. 汝輩父母兄弟皆會因成為國賊的各位而泣。

二月二十九日 戒嚴司令部
寫著「敕令已頒，勿抗軍旗」標語的大型氣球也高掛了起來、日本广播協會（NHK）也發出一系列的心戰廣播，播報員和田信賢以哽咽的語調說道：「你們真心誠意地服從你們的長官，相信他們的命令是正義的。但是現在天皇敕令你們歸隊，如果繼續頑抗，你們就成了違抗敕令的國賊。你們曾相信自己做得對。現在，你們既然知道錯了，就不該繼續背叛陛下，成為國賊，遺臭萬年。回頭是岸，為時不晚。你們過去犯的罪行將會得到赦免（後來成了個爭議點）。你們的父母兄弟、全國男女老少都真誠希望你們回頭。立刻離開現在的陣地，回原部隊。」由於政府軍的心戰作為，加上毫無希望的情勢，起事部隊的團結開始瓦解，進入午夜後，起事部隊士兵開始有人逃兵，到了早上10點時已經有多人離去。中午，除了安藤外，所有的軍官都已讓士兵們回營。
最終在下午1點，安藤亦命令部隊回營，並試圖開槍自殺，但並未成功。起事部隊其餘人員集結到陸軍省去，並在該地遇見了山下和石原，兩人亦以為起事部隊都自盡了，他們讓起事部隊軍官保留隨身武器，並令其離開了該地。參謀本部成員且是野中前上司的井出宣時大佐來到了陸軍省，要野中自殺，後者照做了。磯部聲稱野中是被迫自殺的，為的是逼使其他起事部隊成員走上相同的路。最終，起事部隊軍官河野在刺殺牧野時受傷而住院的一週，以一把利刃自刎而死。其餘人員則在晚上6點由憲兵逮捕，所有起事部隊成員均被剝奪軍階。

## 結果

### 審判
3月4日，天皇簽署法令，設置「特設軍法会議」來審判政變參與者。1,483名起事部隊參與者皆受審問，但最終僅起訴124人，包括19名軍官、73名士官、19名士兵和10位民間人士，其中，所有的軍官和43名士官、3名士兵以及全數被起訴的民間人士都判決有罪，審判程序共歷時18個月。
對政變主謀者（19名軍官、磯部、村中和兩名民間人士）的主審於4月28日召開，這場審判是秘密進行的，被告不具法定辯護人、上訴、傳喚證人之權利。法官們也對於被告的動機與意圖不表興趣，僅強迫後者敘述事件的流程，與幾個月前的相澤審判大不相同。受起訴的軍官得到叛亂罪名，而他們則駁斥自己的行動已從陸軍省宣佈的事項中得到了許可，也與戒嚴部隊有合作，也沒有從大本營那裡得到任何正式的通知。6月4日，陪審團正式裁定，7月5日，正式宣佈判決，全數有罪，共17人判處死刑。
依照被告身份與行動區別，法庭開了四場以上的審判來處置涉案者起事部隊，一為行刺齋藤、渡邊以及襲擊警視廳的士官，二為行刺岡田、高橋、鈴木以及襲擊陸軍省的士官，三為所有涉案的士兵們，四為行刺牧野的一名士官和六名民間人士的案子。另外還有37人雖未直接涉案，卻遭控支持叛亂，其中24人獲判有罪，刑責從終身監禁到罰款45日圓不等，較引人注目者為山口一太郎（終身監禁）、齋藤瀏（五年有期徒刑）和滿井佐吉（三年有期徒刑）三人的判處結果。
北以及西田兩人也遭指為叛亂領導人，法庭專開一庭來審理本案，但這兩人在事件中只有間接參與（主要是透過電話表示支持）的程度而已，軍事法庭首席法官吉田悳少將也對陸軍省的指控表示不認同，但當時陸軍省內部已為統制派所控制，後來吉田收到了另一位法官的信，後者寫道無論證據是否不足，這兩個人都非死不可。吉田後來寫道北與西田的作用為「幫助主謀者的利敵行為」，作為「略有利敵或對我軍稍有不利」，「其最高限度為三年與極刑的中等以下之懲罰」，但是因為有來自陸軍領導機關的指示，遂不得不枉法宣判死刑。1937年8月14日，北和西田遭處死刑。
唯一一位遭訴涉案的陸軍高級將領為真崎大將，他被控與起事部隊勾結。儘管真崎的證詞顯示出該人的有罪立場，但他最終在1937年9月25日獲判無罪，此一結果主要是受到於6月接任總理職務的近衛文麿的影響所致。
1937年7月15日，15名起事部隊軍官於澀谷軍事監獄內槍決。磯部與村中兩人的處決則向後推延，以使其可在北與西田的案子中作證。8月14日，磯部、村中、北、西田同樣於澀谷槍決身亡。

### 政府結構異動
儘管二二六事件的政變沒有成功，但依舊對整個日本政府和軍方產生了深遠的影響。3月9日，岡田內閣解體，後由岡田的外務大臣廣田弘毅任新總理，組織新內閣。不過因為受到新任的陸軍大臣寺內壽一的壓力，廣田不得不做出一些人事上的讓步，例如選擇有田八郎為外務大臣，而非自己看好的吉田茂。此一現象的主要原因在於，二二六事件發生後，新上台的广田内阁恢復了在1913年被废除的「陸海軍大臣現役武官制」，原先內閣成員中的陸海軍大臣職務規定必須是由退役的大將所擔任，而此一制度的恢復使得現役的陸軍大臣和軍方利益掛勾，只要與軍方的觀點相衝突，後者即可讓陸軍大臣請辭，迫使內閣進行重組，並拒絕派出該職位的繼任者。換句話說，內閣是否能維持全受到軍方所影響。事實上，後來廣田內閣組成不滿一年後，軍方即使寺內辭職，內閣也因此解散了。此后的日本内阁全部受到军部的影响直至1945年日本投降。

### 陸軍內部的派系肅清
儘管高級將領裡只有真崎一人遭控與起事部隊勾結，皇道派仍因該事件而受到極大的損害，從此便一蹶不振。在寺內的主導下，「革新幕僚」們（尤其是石原和武藤最為活躍）開始在軍隊中進行肅清。陸軍共12名大將中有9人於4月底退出現役，包括皇道派領袖荒木、真崎、川島和本庄。另外其他對皇道派和政變行動抱持同情態度的也同樣剝奪其現役身份，或調到離首都偏遠、無法發揮政治影響力的地區任職，如山下、香椎、小藤、堀、橋本虎之助和柳川平助等。其他的軍官，即便不是皇道派者的權力也受到限制，以消除皇道派在軍中的剩餘影響力，幾乎每一位曾對起事部隊表達支持的高級將領都受到影響。

### 歷史意義
二二六事件為日本在1930年代的法西斯主義發展的重要事件，推動了日本法西斯主義，也使日本逐漸走向第二次世界大戰。日本戰後政治學家丸山真男認為二二六事件標誌著日本法西斯主義運動第二階段成熟期結束（自1931年九一八事變到1936年二二六事件），展開了第三階段的法西斯運動完成時期，日本軍方以支持由上至下的法西斯主義，創造了由官僚、壟斷資本家及政黨的統治聯盟，執行了和歐洲法西斯政權類似的政治主張，如對外擴張、讚頌擴軍、反個人自由主義、反國會政治。同時，又具有日本本土的法西斯特徵：「家－國」、重農主義及從西方殖民主義手中解放亞洲人民的政治修辭。

## 紀念與大眾文化

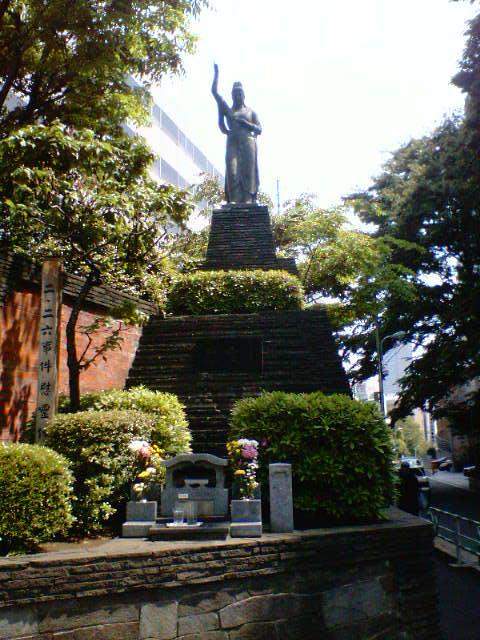
位在東京澀谷的二二六事件慰靈碑

日本政府禁止受刑者父母、遺孀、子女以各種形式紀念處死的起事部隊成員，直到1945年第二次世界大戰日本投降後，禁令才取消。家屬們成立了「佛心會」，並在東京兩處建立據點紀念二二六事件中的軍官們。
1952年，駐日盟軍總司令部（General Headquarters，GHQ）的軍事佔領結束，佛心會成員於東京麻布十番賢崇寺内立了「二十二士之墓」，安置了處決者的骨灰，這二十二人指伏法的19名起事部隊軍官、自殺的河野與野中以及相澤（因「相澤事件」而處以槍決）。
1938年，高橋是清紀念事業會將他生前的寓所捐贈給東京市政府，其後住所原址被改建成高橋是清翁紀念公園，於1941年啟用。而主體建築則被移至多磨靈園並改造成休息所「仁翁閣」，之後再移送至江戶東京建築園，並於1993年開園當天重新開放。
1965年，佛心會於當年澀谷刑場原址設置了一尊觀世音菩薩雕像，紀念起事部隊軍官和由其殺害的受害者們。
紀錄片
- NHK特集《戒嚴命令「竊聽無線電」》（戒厳指令「交信ヲ傍受セヨ」）」：1979年、NHK
- NHK特集《被抹滅的真相〜陸軍軍法會議秘録》（「二・二六事件 消された真実〜陸軍軍法会議秘録」）：1988年、NHK
- 历史变动之时（日语：その時歴史が動いた）《二・二六事件系列》（シリーズ二・二六事件，全二回）：2001年、NHK）

小說
- 《叛亂》：1952年、立野信之（日语：立野信之）著
- 《貴族的樓梯》（貴族の階段）：1959年、武田泰淳（日语：武田泰淳）著
- 《憂國（日语：憂国）》：1961年、三島由紀夫著
- 《英靈之聲（日语：英霊の聲）》：1966年、三島由紀夫著，另於1961年改編為戲曲《十日之菊》（十日の菊）
- 《蒲生邸事件（日语：蒲生邸事件）》：1994年–1995年、宮部美幸著
- 《邪神們的2・26》（邪神たちの2・26）：1994年、田中文雄著
- 《轉動的螺絲》（ねじの回転）：2002年、恩田陸著
- 《鷺與雪》：2008年、北村薫著

電影
- 《叛亂》：1954年、新東寶、導演：佐分利信
- 《重臣和青年軍官 陸海軍流血史》（重臣と青年将校 陸海軍流血史）：1958年、新東寶、導演：土居通芳，另題名為《陸海軍流血史 從五・一五到二・二六》（陸海軍流血史 五・一五から二・二六へ）
- 《逃出二二六事件》（二・二六事件 脱出）：1962年、東映、導演：小林恒夫
- 《憂國》：1966年、Art Theatre Guild、導演：三島由紀夫
- 《戰爭與人類 第二部 愛與悲的山河》（戦争と人間 第二部 愛と悲しみの山河）：1971年、日活、導演：山本薩夫
- 《戒嚴令》：1973年、現代電影社・ATG、導演：吉田喜重
- 《動亂》：1980年、東映・Shinano企劃（シナノ企画）、導演：森谷司郎
- 《226》：1989年、FFE（フィーチャーフィルムエンタープライズ）、導演：五社英雄
- 《斬殺吧 切不斷的東西、那便是愛》（斬殺せよ 切なきもの、それは愛）：1990年、薩姆企業小組（サムエンタープライズグループ）、監督：須藤久
- 《間諜佐爾格》（スパイ・ゾルゲ）：2003年、「間諜佐爾格」製作委員會、導演：篠田正浩

漫畫
- 《哀國戰爭》（哀国戦争），原作：小池一夫、作畫：伊賀和洋、小池書院出版
- 《2.26事件 昭和維新》，監督：石橋恒喜、劇本：久保田千太郎、作畫：貝塚ひろし、宙出版
- 《龍》，原作：村上紀香、小學館出版
- 《二･二六事件 降雪不止》（二･二六事件 雪降リ止マズ），監督：池田俊彦、作畫：折目朋美、双流社出版

樂曲
- 《日本政變・雪之武士》（日本政変・雪ノサムライ），作詞、作曲、歌：山本正之

動畫
- 《閃光的夜襲》，導演：松本淳、編劇：大西信介

## 腳註
1. 1 2  信夫清三郎（1985年），第322页
2. ↑  茶園義男（2001年），第146页，此數未計入日本帝國海軍的成員
3. ↑  日本の歴史巡り
4. ↑  Huffman 226（2013年）
5. ↑  二・二六関係文書
6. ↑  茶谷誠一
7. 1 2  Huffman facism（2013年）
8. 1 2  Sims（1982年）
9. ↑  Jansen（2002年），第598页
10. ↑  Storry（1957年），第137页
11. ↑  Shillony（1973年），第37-38页
12. ↑  Crowley（1962年），第310页
13. ↑  Crowley（1962年），第313-14页
14. ↑  Storry（1957年），第137-143页
15. 1 2  Crowley（1962年），第311-12页
16. ↑  Shillony（1973年），第13页
17. ↑  Shillony（1973年），第x、60、64-68、70页
18. ↑  北博昭（2003年），第13-16、19页
19. ↑  Shillony（1973年），第21页
20. ↑  Shillony（1973年），第55、83-85、99-102页
21. ↑  Crowley（1962年），第311页
22. ↑  Shillony（1973年），第39、55页
23. ↑  北博昭（2003年），第19页
24. ↑  北博昭（2003年），第20-22页
25. ↑  北博昭（2003年），第33-35页
26. ↑  Crowley（1962年），第319页
27. ↑  Shillony（1973年），第46-47、49页
28. ↑  Crowley（1962年），第322页
29. ↑  Shillony（1973年），第48-49页
30. ↑  北博昭（2003年），第25页
31. ↑  Crowley（1962年），第323页
32. ↑  Shillony（1973年），第54页
33. ↑  Shillony（1973年），第110-11页
34. ↑  北博昭（2003年），第40-41页
35. ↑  Shillony（1973年），第114-115页
36. ↑  北博昭（2003年），第53-55、84-88页
37. ↑  Storry（1957年），第181页
38. ↑  Shillony（1973年），第110-14、128-129页
39. ↑  Jansen（2002年），第597页
40. ↑  Shillony（1973年），第122-125、128页
41. ↑  Shillony（1973年），第118-119页
42. ↑  Storry（1957年），第183-185页
43. 1 2  Shillony（1973年），第130页
44. ↑  茶園義男（2001年），第27页
45. ↑  托蘭（1994年），第26-27页
46. ↑  高橋正衛（1965年），第25-27页
47. ↑  北博昭（2003年），第89-90页
48. ↑  Storry（1957年），第186页
49. ↑  Shillony（1973年），第87-88、123-124页
50. ↑  Shillony（1973年），第123-124页
51. ↑  北博昭（2003年），第74-76页
52. ↑  北博昭（2003年），第57页
53. 1 2  Shillony（1973年），第133页
54. 1 2  北博昭（2003年），第63-64、71-74页
55. ↑  信夫清三郎（1985年），第324页
56. ↑  信夫清三郎（1985年），第323页
57. ↑  信夫清三郎（1985年），第324-325页
58. ↑  茶園義男（2001年），第130、145页
59. ↑  二・二六事件総覧
60. ↑  Shillony（1973年），第133-134页
61. ↑  茶園義男（2001年），第113、117、120、123-25、127-129页
62. 1 2  茶園義男（2001年），第113页
63. ↑  Shillony（1973年），第139-140页
64. ↑  托蘭（1994年），第21-23页
65. ↑  托蘭（1994年），第35-37页
66. ↑  堀幸雄（2010年），第274页
67. 1 2  茶園義男（2001年），第129页
68. ↑  Shillony（1973年），第141页
69. ↑  托蘭（1994年），第23-24页
70. ↑  茶園義男（2001年），第128页
71. ↑  Shillony（1973年），第139页
72. ↑  信夫清三郎（1985年），第325页
73. ↑  茶園義男（2001年），第118页
74. ↑  Shillony（1973年），第148页
75. ↑  Jansen（2002年），第593-594页
76. ↑  茶園義男（2001年），第117页
77. ↑  Shillony（1973年），第149页
78. ↑  北博昭（2003年），第99-101页
79. ↑  Shillony（1973年），第135-136页
80. 1 2  茶園義男（2001年），第120页
81. ↑  托蘭（1994年），第21页
82. 1 2  Shillony（1973年），第142-143页
83. ↑  茶園義男（2001年），第121页
84. ↑  茶園義男（2001年），第121、130页
85. ↑  北博昭（2003年），第164页
86. 1 2  Shillony（1973年），第137页
87. ↑  茶園義男（2001年），第124页
88. ↑  Shillony（1973年），第138页
89. ↑  茶園義男（2001年），第123页
90. 1 2  茶園義男（2001年），第125页
91. ↑  Shillony（1973年），第137-138页
92. ↑  Shillony（1973年），第141-142页
93. ↑  茶園義男（2001年），第127页
94. ↑  北博昭（2003年），第94页
95. ↑  北博昭（2003年），第101、103-104页
96. 1 2  Bix（2000年），第299页
97. ↑  Shillony（1973年），第173-174页
98. ↑  北博昭（2003年），第104-105页
99. ↑  Shillony（1973年），第149-150、174页
100. ↑  Shillony（1973年），第152页
101. ↑  Shillony（1973年），第153页
102. ↑  北博昭（2003年），第107-108页
103. ↑  Shillony（1973年），第153-154页
104. ↑  北博昭（2003年），第110页
105. ↑  北博昭（2003年），第114页
106. ↑  北博昭（2003年），第111-112、115-116页
107. ↑  Shillony（1973年），第155-156页
108. ↑  北博昭（2003年），第121-122页
109. 1 2  Shillony（1973年），第156页
110. ↑  Shillony（1973年），第157页
111. ↑  Shillony（1973年），第169、177页
112. ↑  Shillony（1973年），第167-168、181页
113. ↑  Shillony（1973年），第170-171页
114. ↑  北博昭（2003年），第129、160-161页
115. ↑  Shillony（1973年），第178页
116. ↑  Shillony（1973年），第178-181页
117. ↑  北博昭（2003年），第122-127页
118. ↑  Shillony（1973年），第181-182页
119. ↑  北博昭（2003年），第127-129页
120. ↑  北博昭（2003年），第129-131页
121. 1 2  信夫清三郎（1985年），第326-327页
122. ↑  Shillony（1973年），第172-173页
123. ↑  Bix（2000年），第300-301页
124. ↑  茶園義男（2001年），第151页
125. ↑  北博昭（2003年），第131-132页
126. ↑  北博昭（2003年），第136、138-141页
127. ↑  北博昭（2003年），第136-137、141-142页
128. ↑  北博昭（2003年），第144-145页
129. ↑  北博昭（2003年），第145-149页
130. ↑  北博昭（2003年），第147、150页
131. ↑  托蘭（1994年），第39页
132. ↑  托蘭（1994年），第40页
133. ↑  Shillony（1973年），第193页
134. ↑  北博昭（2003年），第150-151页
135. ↑  北博昭（2003年），第152-153页
136. ↑  Shillony（1973年），第196页
137. ↑  信夫清三郎（1985年），第334页
138. ↑  茶園義男（2001年），第186-99页
139. ↑  北博昭（2003年），第173-174、178-179页
140. ↑  Shillony（1973年），第200页
141. ↑  北博昭（2003年），第181-82、192-193页
142. ↑  信夫清三郎（1985年），第334-335页
143. ↑  北博昭（2003年），第188页
144. ↑  Shillony（1973年），第202页
145. ↑  北博昭（2003年），第199-200页
146. ↑  Shillony（1973年），第201-02页
147. ↑  茶園義男（2001年），第200页
148. ↑  北博昭（2003年），第206页
149. ↑  Shillony（1973年），第210页
150. ↑  北博昭（2003年），第206-07页
151. ↑  北博昭（2003年），第203-205页
152. ↑  Tansman（2010年）
153. ↑  丸山真男（1963年）
154. ↑  Shillony（1973年），第213-214页
155. ↑  茶園義男（2001年），第207-208页
156. ↑  松井かおる.  (PDF). 2016-03 （日语）.
157. ↑  茶園義男（2001年），第209-210页

## 外部連結
- 二・二六事件 「兵に告ぐ」 | NHK放送史（動画・記事） （页面存档备份，存于）
- 二・二六事件 - No.ED-002（動画） （页面存档备份，存于）・中日映画社 （页面存档备份，存于）